# La calle del terror (Parte 1): 1994
La calle del terror (Parte 1): 1994 (también llamada simplemente como La calle del terror, en inglés Fear Street Part One: 1994) es una película de slasher de 2021 dirigida por Leigh Janiak, con un guion coescrito por Phil Graziadei y Janiak, a partir de una historia original de Kyle Killen, Graziadei y Janiak. Basada en la serie de libros del mismo nombre de R.L. Stine, es la primera entrega de la trilogía de Fear Street y es protagonizada por Kiana Madeira, Olivia Scott Welch, Benjamin Flores Jr., Julia Rehwald, Fred Hechinger, Ashley Zukerman, Darrell Britt-Gibson y Maya Hawke. La película sigue a un grupo de adolescentes en Shadyside que están aterrorizados por un antiguo mal responsable de una serie de brutales asesinatos que han asolado la ciudad durante siglos.
Producida por Chernin Entertainment, una adaptación cinematográfica de Fear Street comenzó a desarrollarse en 20th Century Fox en 2015, y Janiak fue contratada para dirigir y reescribir el guion de Killen con Graziadei en 2017. La filmación de la trilogía se llevó a cabo consecutivamente de marzo a septiembre de 2019 en Georgia con la película preparada para su estreno en cines en junio de 2020. Sin embargo, la trilogía se retiró del calendario debido a la pandemia de COVID-19. Tras la adquisición de 21st Century Fox por parte de Disney, Chernin Entertainment puso fin a su acuerdo de distribución con 20th Century Studios y otorgó los derechos de distribución a Netflix en agosto de 2020.
La calle del terror (Parte 1): 1994 se estrenó en el Parque Histórico Estatal de Los Ángeles el 28 de junio de 2021 y se lanzó en Netflix el 2 de julio de 2021, con las otras entregas, La calle del terror (Parte 2): 1978 y La calle del terror (Parte 3): 1666, lanzadas semanalmente. La película recibió críticas generalmente positivas de los críticos, que elogiaron las actuaciones del elenco, los elementos de terror y la fidelidad al material original.

## Sinopsis
En el año 1994, un grupo de adolescentes descubren que los eventos terroríficos que han ocurrido en la ciudad ficticia de Shadyside, Ohio, pueden estar conectados entre sí, y que ellos pueden ser los próximos objetivos.

## Argumento
En 1994, Heather Watkins (Maya Hawke), empleada de una librería, es apuñalada por su amigo Ryan Torres (David W. Thompson), quien anteriormente no había mostrado indicios de que planeara matarla. Después de asesinarla a ella y a varios empleados del centro comercial, el sheriff de policía, Nick Goode (Ashley Zukerman), le dispara en la cabeza. Los medios informan que la masacre es la norma para Shadyside, a la que denominan la capital del asesinato de Estados Unidos. Mientras tanto, la vecina ciudad de Sunnyvale es su polo opuesto, ya que es considerada una de las ciudades más ricas y seguras del país. Muchos de los adolescentes de Shadyside creen que esto es resultado de una bruja, Sarah Fier (Elizabeth Scopel), quien lanzó una maldición sobre la ciudad antes de ser ejecutada por brujería en 1666.
Deena Johnson (Kiana Madeira) no cree en la bruja Fier y recientemente rompió con su novia Samantha Fraser (Olivia Scott Welch), quien desde entonces se mudó a Sunnyvale. Josh (Benjamin Flores Jr.), su hermano, pasa su tiempo investigando la historia de Shadyside, y sus amigos Simon (Fred Hechinger) y Kate (Julia Rehwald) venden drogas con la esperanza de eventualmente dejar la ciudad. Deena y Sam se reencuentran en una vigilia en Sunnyvale por las víctimas de los asesinatos en el centro comercial, donde estalla una pelea entre los estudiantes de Shadyside y Sunnyvale. Mientras regresa a casa, el novio de Sam, Peter (Jeremy Ford), se burla de ellos, lo que hace que Deena casi arroje una hielera grande al auto, pero una hemorragia nasal repentina hace que pierda el control de la hielera y el auto de Peter se estrelle. Sam sobrevive, sin embargo, antes de que la lleven al hospital, tiene una visión de Sarah Fier.
La noche siguiente, Deena y sus amigos comienzan a ser acosados por quien inicialmente creen que es el novio de Sam, Peter y sus amigos. Sin embargo, cuando Deena y sus amigos visitan a Sam, Peter es apuñalado por la espalda por Skull Mask, quien procede a asesinar a varios otros en el hospital y se revela que es Ryan. Sam y Deena no logran convencer a la policía mientras Simon es atacado por Ruby Lane (Jordyn DiNatale), uno de los asesinos del pasado de Shadyside. El grupo se da cuenta de que el accidente perturbó la tumba de Sarah Fier y que Sam sangró sobre sus huesos. Intentan ofrecerle un entierro adecuado, pero son atacados por el Asesino del Campamento Nightwing (Lloyd Pitts). Al darse cuenta de que los asesinos solo quieren a Sam y se sienten atraídos por su sangre, colocan una trampa en la escuela en un intento de destruir a los asesinos quemándolos, pero los asesinos se reforman de todos modos.
Sam acepta a regañadientes ser sacrificada para salvar al grupo, a pesar de las protestas de Deena. La salvan cuando se descubre que C. Berman (Gillian Jacobs), una sobreviviente de la masacre de Camp Nightwing en 1978, murió pero fue resucitada. Intentan llamarle pero no reciben respuesta. El grupo organiza un plan para matar y revivir a Sam usando drogas de una farmacia de supermercado, solo para que Sam vomite las pastillas. Kate y Simon intentan defenderse de los asesinos de Shadyside, pero Skull Mask (Noah Bain Garret) mata a Kate empujándola a través de una cortadora de pan y el Camp Nightwing Killer mata a Simon con un hacha, mientras Deena ahoga a una Sam dispuesta. Los asesinos desaparecen y Deena revive a Sam usando una combinación de EpiPens y CPR.
Posteriormente, la policía decide culpar a Simon y Kate, ya que eran conocidos por vender drogas. Sam y Deena se reconcilian y salen públicamente como pareja. Más tarde esa noche, mientras Sam está en su casa, Deena recibe una llamada de C. Berman quien le dice que no hay escapatoria de la bruja. Sam, ahora poseída, ataca a Deena pero es sometida y atada.

## Reparto
- Kiana Madeira como Deena Johnson
- Olivia Scott Welch como Samantha Fraser
- Benjamin Flores Jr. como Josh Johnson
- Julia Rehwald como Kate Schmidt
- Fred Hechinger como Simon Kalivoda
- Maya Hawke como Heather Watkins
- Charlene Amoia como Rachel Thompson
- David W. Thompson como Ryan Torres
- Ashley Zukerman como Nick Goode
- Jeremy Ford como Peter
- Gillian Jacobs como C. Berman
- Darrell Britt-Gibson como Martin

## Doblaje
| Actor               | Personaje       | Actor de doblaje   |
| ------------------- | --------------- | ------------------ |
| Kiana Madeira       | Deena Johnson   | Cara Mercader      |
| Olivia Welch        | Samantha Fraser | Anna Niebla        |
| Benjamin Flores Jr. | Josh Johnson    | Alex Molina        |
| Julia Rehwald       | Kate            | Lilian Rodas       |
| Maya Hawke          | Heather         | Carla López Mauri  |
| Ashley Zukerman     | Nick Goode      | Carlos Lladó       |
| Fred Hechinger      | Simon           | Iván Priego Posada |
| Gillian Jacobs      | C. Berman       | Laura Monedero     |

## Producción
El 9 de octubre de 2015, TheWrap informó que una película basada en la serie Fear Street, R. L. Stine, estaba siendo desarrollada por 20th Century Fox y Chernin Entertainment. El 13 de febrero de 2017, se anunció que Kyle Killen escribiría el guion de la película. Luego se informó que la película sería la primera en ser lanzada como parte de una trilogía de películas ambientadas en diferentes períodos de tiempo. The Hollywood Reporter afirmó que el plan era filmar la trilogía completa y lanzar las películas con un mes de diferencia. Luego fue anunciado que Leigh Janiak dirigiría la película, y que Janiak y su compañero Phil Graziadei contribuirían al guion escrito por Killen.
Janiak dirigió las tres películas, aunque en enero de 2019 se había anunciado que Alex Ross Perry dirigiría la segunda película. En febrero de 2019, se informó que Kiana Madeira y Olivia Welch habían sido elegidas como adolescentes homosexuales "tratando de navegar en su relación rocosa cuando son atacadas por los horrores de su pequeño pueblo, Shadyside". Los dos personajes son de diferentes períodos de tiempo, uno de ellos a partir de mediados de la década de 1990 y el otro de 1600. En marzo de 2019, Benjamin Flores Jr., Ashley Zukerman, Fred Hechinger, Julia Rehwald y Jeremy Ford se unieron al elenco. En abril de 2019, Gillian Jacobs se unió al reparto.
En marzo de 2019, comenzó la filmación en East Point, Georgia. El rodaje también tuvo lugar en Atlanta, Georgia, durante el mismo mes.

## Estreno
Ya en enero de 2019, R.L. Stine apuntaba en una entrevista que la adaptación al cine de su novela consistiría posiblemente en tres películas, que se estrenarían en meses consecutivos. Sin embargo, señaló que no sabía nada más al respecto.
El estreno de la película se programó para junio del 2020, pero finalmente fue aplazado debido a la pandemia de COVID-19. Meses después de finalizar los derechos de distribución de la 20th Century Studios, Netflix se hizo con ellos para finalmente estrenar en su plataforma las tres películas en semanas consecutivas, siendo el 2 de julio de 2021 cuando se estrenó la primera de ellas.

## Recepción
Fear Street Part One: 1994 recibió reseñas generalmente positivas de parte de la crítica y más mixtas de parte de la audiencia. En el sitio web especializado Rotten Tomatoes, la película posee una aprobación de 83%, basada en 114 reseñas, con una calificación de 7.0/10, y con un consenso crítico que dice: "Fear Street Part One: 1994 inicia la trilogía de manera prometedora, honrando el material original con mucho atractivo slasher retro." De parte de la audiencia tiene una aprobación de 62%, basada en más de 1000 votos, con una calificación de 3.4/5.
El sitio web Metacritic le dio a la película una puntuación de 67 de 100, basada en 20 reseñas, indicando "reseñas generalmente favorables". En el sitio IMDb los usuarios le asignaron una calificación de 6.2/10, sobre la base de 82 044 votos, mientras que en la página web FilmAffinity la cinta tiene una calificación de 5.4/10, basada en 7020 votos.